# العلاقات العراقية مع الاتحاد الأوروبي

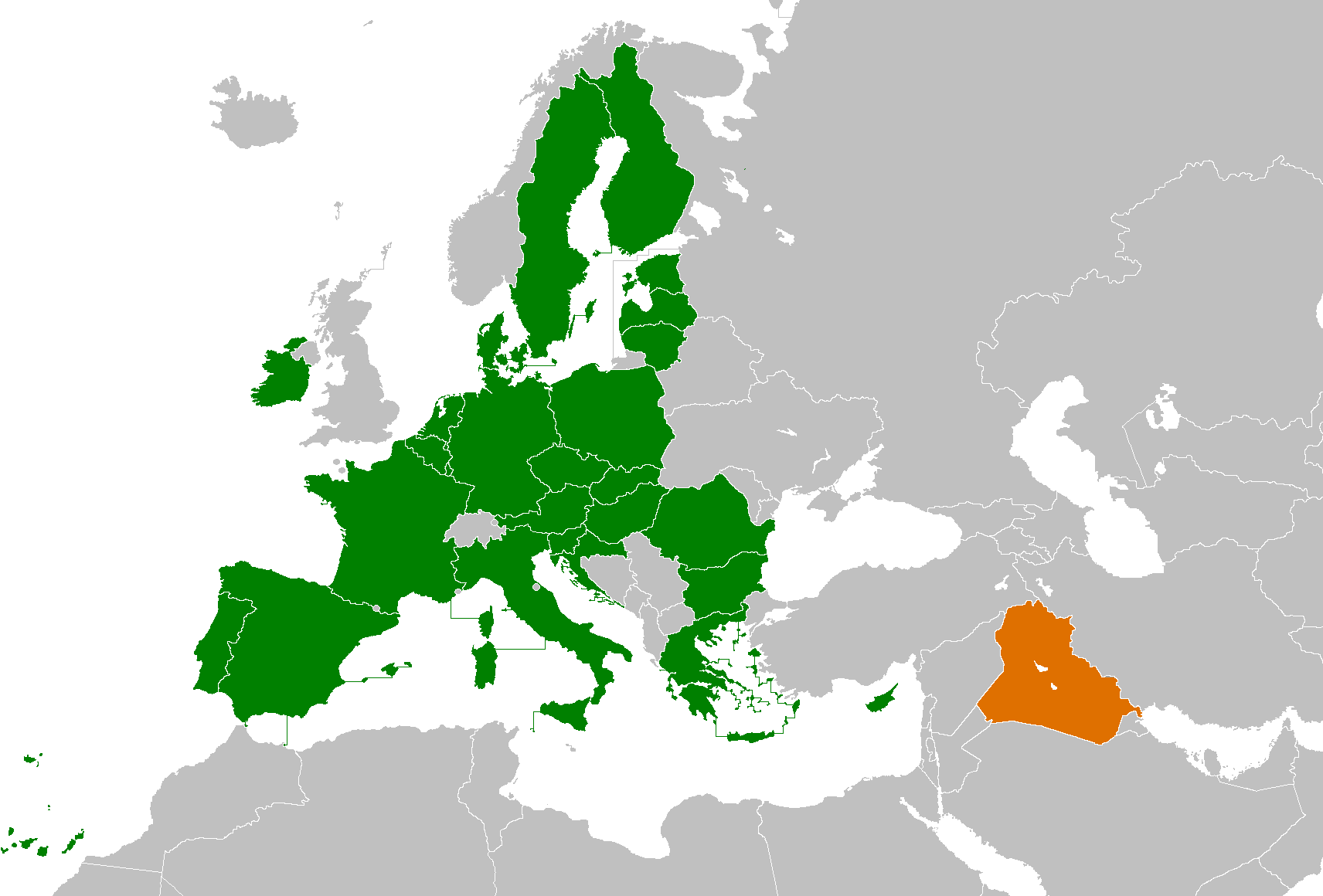

العلاقات العراقية مع الاتحاد الأوروبي وهي العلاقات الثنائية بين دولة العراق و كيان الاتحاد الأوروبي وذلك منذ تأسيس الاتحاد الأوروبي في سنة 1958، العلاقات بين العراق والاتحاد الأوروبي كانت قطعت في سنة 1990 بعد غزو العراق للكويت، إلا أنه بعد سقوط نظام صدام وتشكيل الحكومة الجديدة، عادت العلاقة بينهما.